# Сейтвелієв Сейтнафе
Сейтвелієв Сейтнафе (29 травня 1919 — 13 березня 1983) — Герой Радянського Союзу (1944). У роки німецько-радянської війни командир гармати 350-о стрілецького полку (96-а стрілецька дивізія, 48-а армія, 1-й Білоруський фронт).

## Життєпис
Народився 29 травня 1919 року в селі Тав-Кипчак (нині Білгорідського району Криму). Кримський татарин. Освіта середня. Працював у колгоспі.
У РСЧА з 1939 року.
На фронтах німецько-радянської війни з 1941 року. Командир гармати 350-го стрілецького полку (96-а стрілецька дивізія, 48-а армія, 1-й Білоруський фронт) старший сержант С.Сейтвелієв відзначився 25 червня 1944 року під час прориву ворожої оборони під містом Жлобин (Гомельська область, БРСР) і в ніч на 3 липня у місті Мар'їна Горка (Пуховицький район Мінської області БРСР) при відбитті контратаки противника, нанісши ворогу великих втрат у живій силі і техніці. 
З 1946 року старшина Сейтвелієв демобілізований. 
Як і багато ветеранів-кримців через злочинні дій Радянської влади, що у травні 1944 року проводила  депортацію кримських татар, не зміг повернутися на батьківщину на Кримський півострів. Вимушений був оселитися та жити в місті Ленінобад (нині – Худжанд у Таджикистані). Закінчив сільськогосподарську школу. Помер 13 травня 1983 року.

## Нагороди та почесні звання
25 вересня 1944 року Сейтнафе Сейтвелієву присвоєно звання Героя Радянського Союзу. Почесний громадянин міста Мінськ.
Нагороджений також:
- орденом Леніна
- орденом Червоного Прапора
- орденом Вітчизняної війни 1 ступеня
- медаллю «За відвагу»
- медаллю «За бойові заслуги»